# 크리스 멀키
크리스 멀키(Chris Mulkey, 1948년 5월 3일 ~ )는 미국의 배우이다.

## 출연 작품
- 디 워
- 해커스